# Hans-Jürgen Thomas (Fußballspieler)
Hans-Jürgen Thomas (* 11. Juni 1948; † 13. November 2018) war ein deutscher Fußballspieler. Von 1972 bis 1979 spielte er für die Betriebssportgemeinschaft BSG Wismut Aue in der DDR-Oberliga, der höchsten Liga im DDR-Fußball.

## Sportliche Laufbahn
Im Alter von 18 Jahren schloss sich Hans-Jürgen Thomas dem Oberligisten Wismut Aue an. Bis 1971 spielte er mit der 2. Mannschaft in der drittklassigen Bezirksliga und stieg mit ihr danach in die zweitklassige DDR-Liga auf. Bis 1973 wurde er dort in 22 Punktspielen als Stürmer eingesetzt und erzielte neun Tore. 
Die ersten Oberligaspiele bestritt Thomas neben seinen DDR-Ligaspielen in der Saison 1972/73. Sein Debüt gab er am 12. Spieltag in der Begegnung Dynamo Dresden–Wismut Aue. Bei der 0:4-Niederlage war er als Linksaußenstürmer eingesetzt worden. Während er dieses Spiel über 90 Minuten absolvierte, war er bei seinen vier folgenden Einsätzen nur Einwechselspieler.  Auch 1973/74 war Thomas mit seinen elf Einsätzen noch Ersatzspieler, rückte aber in der Saison 1974/75 zum Stammspieler auf. Diesen Status konnte er bis 1978 verteidigen. Er spielte in der Regel als rechter Angreifer und war in jeder Spielzeit als Torschütze erfolgreich. 1978/79 bestritt er nur die dreizehn Rückrundenspiele und erzielte seine letzten beiden Oberligatore. 1979/80 ging er 31-jährig in seine letzte Saison, in der nur in der Hinrunde elf Punktspiele absolvierte. 
Neben seinen 134 Oberligaspielen, in denen er elf Tore schoss und 22 Einsätzen mit neun Toren in der DDR-Liga wurde er auch in dreizehn Pokalspielen eingesetzt, in denen er jedoch torlos blieb. Am erfolgreichsten war in der Saison 1974/75, als er sechs Spiele bestritt und bis ins Halbfinale gelangte. Mit 32 Jahren beendete er seine Laufbahn als Leistungssportler, war danach aber noch als Übungsleiter im Fußball tätig, u. a. in den 1990er Jahren beim Landesligisten 1. FC Rodewisch.